# Noor Alam
Noor Alam (5. prosince 1929 Talagang, Pákistán – 30. června 2003) byl pákistánský pozemní hokejista, člen vítězného týmu z olympiády v Římě v roce 1960 a stříbrného týmu z olympiády v Melbourne v roce 1956. V obou turnajích nastoupil ve všech utkáních, v Římě se dvakrát prosadil gólově a to v základní skupině proti Polsku a Austrálii.